# Надиевка (Днепровский район)
Надиевка (укр. Надіївка, до 2016 года — Жданово (укр. Жданове) — посёлок в Солонянской поселковой общине Днепровского района Днепропетровской области Украины.
До 2020 года входил в Солонянский район.
Код КОАТУУ — 1225055105. Население по переписи 2001 года составляло 1170 человек. Посёлок начал застраиваться в конце 50-х начале 60-х годов возле ж.д. станции Привольное, для рабочих РТС, по сути являясь одним населённым пунктом со станцией.

## Географическое положение
Посёлок Надиевка находится на левом берегу реки Мокрая Сура, выше по течению на расстоянии в 2,5 км расположено село Петровское, ниже по течению на противоположном берегу реки Сухая Сура на расстоянии в 2 км расположено село Сурско-Михайловка, на противоположном берегу — сёла Аполлоновка и Привольное.
Через посёлок проходят автомобильная дорога Т-0417 и железная дорога, станция Привольное.

## Экономика
- ООО «Завод Агрополимер».
- ООО «Завод Полимердеталь».
- ООО Солонянский завод «Агрополимердеталь».
- Привольнянское хлебозаготовительное предприятие, ООО.

## Объекты социальной сферы
- Школа.
- Детский сад.
- Фельдшерско-акушерский пункт.
- Клуб.